# Rebekka Hofmann
Rebekka Hofmann (* 31. Dezember 1978) ist eine ehemalige deutsche Fußballspielerin. Sie spielte zwischen 1996 und 2000 als Abwehrspielerin in der Frauen-Bundesliga.
Hofmann spielte bei den Seniorinnen für den FSV Schwarzbach und gehörte zum Stamm der Mannschaft, die 1996 die Hessenmeisterschaft gewann und den Aufstieg in die Bundesliga schaffte. In der Saison 1996/97 war sie in der Bundesliga Süd mit 18 Einsätzen ebenfalls Stammspielerin. Ihr Team erreichte Platz 8, scheiterte jedoch in der Qualifikationsrunde zur eingleisigen Bundesliga und stieg mit dem Team in die Hessenliga ab. Zu zwei weiteren Einsätzen in der Bundesliga kam sie in der Saison 1999/2000 für den 1. FFC Frankfurt. 